# 鳥取市立浜坂小学校
鳥取市立浜坂小学校（とっとりしりつ はまさかしょうがっこう）は、鳥取県鳥取市浜坂一丁目にある公立小学校。

## 概要
1973年城北小学校の児童急増に伴い、分離し設立された。

## 沿革
- 1973年（昭和48年）4月 - 鳥取市立城北小学校より分離開校。
  - 5月30日 - 城北・浜坂お別れ会。
  - 6月1日 - 開校式挙行
- 1974年（昭和49年）3月4日 - 校章・校歌制定。
- 1989年（平成元年） - 標準服を廃止（卒業写真より）。
- 2002年（平成14年）6月1日 - 創立30周年記念式。

## 通学区域
- 江津、覚寺（鳥取県道265号湯山鳥取線・鳥取県道318号伏野覚寺線以北）、浜坂、浜坂一丁目、浜坂二丁目、浜坂三丁目、浜坂四丁目、浜坂五丁目、浜坂六丁目、浜坂七丁目、浜坂八丁目、浜坂東一丁目

## 進学先中学校
- 鳥取市立中ノ郷中学校

## 交通アクセス
- JR山陰本線 鳥取駅：鳥取駅バスターミナル 日本交通十六本松線（路線番号：35・36H・37）「浜坂小学校入口」バス停下車。

## 校区内の主な施設
- 鳥取砂丘
- 鳥取砂丘こどもの国
- 鳥取県立中央病院
- 鳥取大学乾燥地研究センター

## 著名な卒業生
- 中尾真亜理（日本海テレビアナウンサー）[1][2][3][4]